# Шрайер, Вольфганг
Вольфганг Шрайер (нем. Wolfgang Schreyer; 20 ноября 1927, Магдебург, Веймарская республика — 14 ноября 2017) — немецкий писатель и сценарист.
Лауреат премии Генриха Манна (1956).

## Биография
Родился в семье фармацевта. Участник Второй мировой войны. Служил до окончания войны в вермахте — зенитчиком. В 1944 году  вступил в Национал-социалистическую немецкую рабочую партию (НСДАП). В 1945 попал в плен к американцам, в 1946 выпущен на свободу.
С 1947—1949 год изучал химию, с 1950 году работал по профессии. С 1950 по 1952 год — руководитель завода фармацевтической промышленности в ГДР.
С 1952 — независимый писатель. Много путешествовал, несколько раз побывал странах Карибского бассейна и в США.
С 1958 года находится в течение некоторого времени под наблюдением Штази (ГДР).
До 1972 года жил в Магдебурге.
С 1952 года — член Союза писателей, с 1974 года — член Союза писателей Германской Демократической Республики и ПЕН-центра на Востоке, с 1990 года — член Союза немецких писателей.

## Творчество

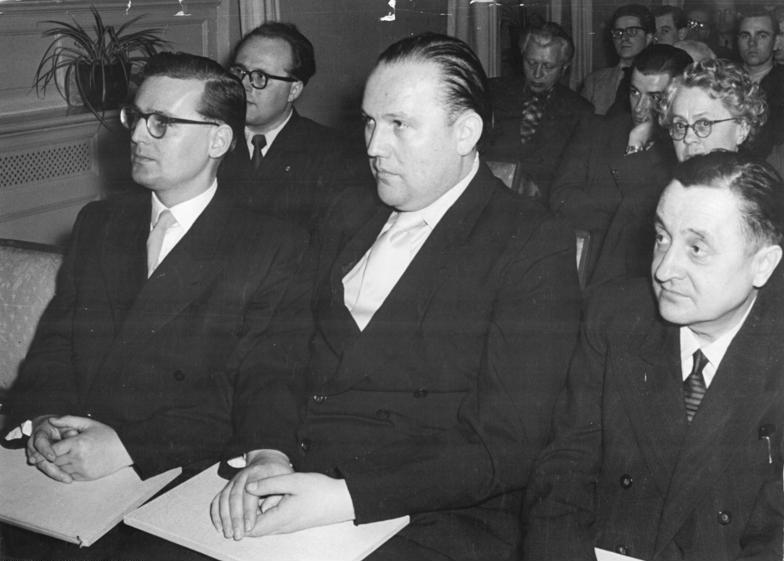
Вольфганг Шрайер (слева), Франц Фюман (в центре) и Рудольф Фишер на вручении премии Генриха Манна в 1956 году.

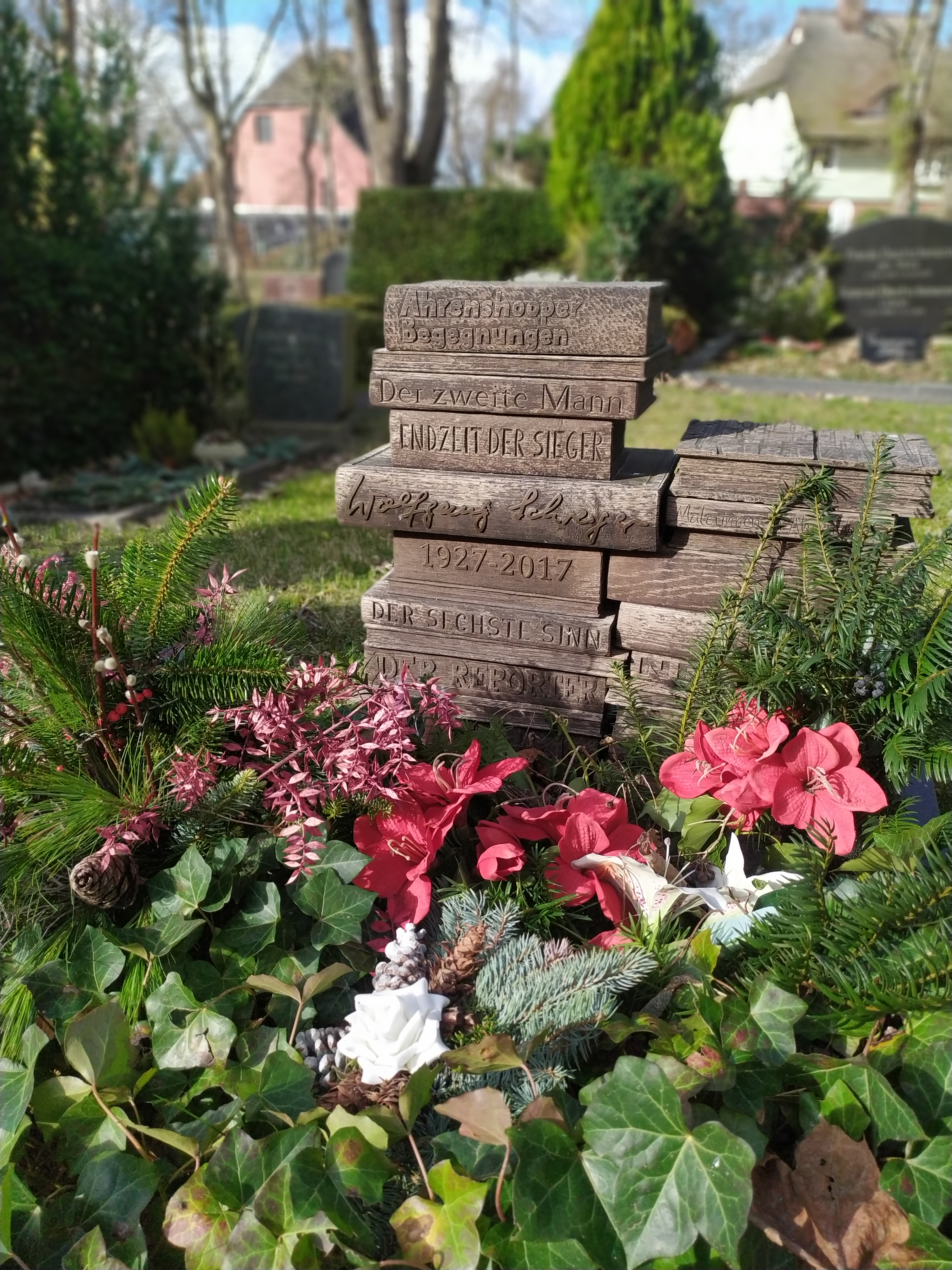

Вольфганг Шрайер — популярный немецкий писатель. Был одним из самых успешных авторов ГДР. Общий тираж его книг составил более пяти миллионов экземпляров. Несколько его романов были экранизированы на киностудии DEFA, среди них «Сон капитана Лоя»  (1961), «Лисы Аляски», «Прелюдия 11» (1964) и другие.
Автор многочисленных романов, в основном развлекательного, фантастического и документального жанра, содержащих также критику общества. Действие наиболее успешных его произведений происходит в Центральной Америке и Карибском бассейне во время Холодной войны, Кубинской революции.
В. Шрайером написано несколько детективов, сценариев кино- и телефильмов, научно-фантастических рассказов,  радиопьес.

## Избранная библиография
- Großgarage Südwest, Berlin 1952
- Mit Kräuterschnaps und Gottvertrauen, Berlin 1953
- Unternehmen "Thunderstorm", Berlin 1954
- Die Banknote, Berlin 1955
- Schüsse über der Ostsee, Berlin 1956
- Der Traum des Hauptmann Loy, Berlin 1956
- Das Attentat, Berlin 1957
- Der Spion von Akrotiri, Berlin 1957
- Alaskafüchse, Berlin 1959
- Das grüne Ungeheuer, Berlin 1959
- Entscheidung an der Weichsel, Berlin 1960
- Tempel des Satans, Berlin 1960
- Die Piratenchronik, Berlin 1961
- Vampire, Tyrannen, Rebellen, Berlin 1963 (в соавт.)
- Preludio 11, Berlin 1964
- Fremder im Paradies, Halle (Saale) 1966
- Aufstand des Sisyphos, Berlin 1969 (в соавт.)
- Der gelbe Hai, Berlin 1969
- Bananengangster, Berlin 1970
- Der Adjutant, Halle  1971
- Der Resident, Halle 1973
- Tod des Chefs oder Die Liebe zur Opposition, Berlin 1975
- Schwarzer Dezember, Halle  1977
- Die Entführung, Halle 1979
- Der Reporter, Halle  1980
- Die Suche oder Die Abenteuer des Uwe Reuss, Berlin 1981
- Eiskalt im Paradies, Halle 1982
- Die fünf Leben des Dr. Gundlach, Berlin 1982
- Der Fund oder Die Abenteuer des Uwe Reuss, Berlin 1987
- Der Mann auf den Klippen, Berlin 1987
- Der sechste Sinn, Halle 1987
- Unabwendbar, Berlin 1988
- Die Beute, Rostock 1989
- Endzeit der Sieger, Halle  1989
- Alpträume, Oschersleben 1991
- Nebel, Berlin 1991
- Das Quartett, Berlin 1994
- Der zweite Mann, Berlin 2000
- Der Verlust oder Die Abenteuer des Uwe Reuss, Rostock 2001
- Das Kurhaus, Rostock 2002
- Die Legende, Berlin 2006 (в соавт.)

В СССР выходили его книги: «Операция «Сандерсторм» (о восстании в Варшаве в 1944 г.), «Лисы Аляски» (о происках ЦРУ против Советского Союза на Дальнем Востоке); «Похищение свободы» и «Записки Рене» (о борьбе народа Гватемалы против диктаторского режима); «Жажда» (о борьбе португальского народа за демократические преобразования страны), «Тень шпионажа» (о милитаристских происках Великобритании в Средиземноморье), «Неоконченный сценарий» (журнал «Вокруг Света», №№ 4–8, 1985), документальная книга «Глаз, ввинченный в небо» (об истории авиационной разведки, сильно сокращена в сравнении с оригиналом) и др.

## Награды
- Орден «Святые Кирилл и Мефодий» I степени (7 октября 2008, Болгария)[5]
- Премия Генриха Манна (1956)